# Géraldine Serbourdin
 (juin 2021).
Géraldine Serbourdin, née en 1958 à Fouquières-lès-Béthune dans le Pas de Calais, est une poétesse et dramaturge française.

## Biographie
Après une maîtrise de Lettres Modernes (parcours linguistique et psychanalyse), elle devient professeure agrégée de Lettres Modernes (Certification Théâtre et Histoire de l'Art), coordonnatrice pour les Écritures contemporaines au Rectorat de Lille et professeure missionnée au Théâtre du Nord,.
Régulièrement publiée dans les revues Verso, Décharges, Traction Brabant, le Capital des Mots, Revue Cabaret, Corps Puce, et Eurydema Ornata,,.
En 2018, Géraldine Serbourdin est faite Chevalier de l’ordre des palmes académiques.
En 2022, son livre Blue Monday toute l'année aux éditions L'Onde Théâtrale est sélectionné pour le Prix Hors-Concours 2022,.

## Créations
- Quatre sœurs (2016) mise en scène par la Compagnie Lazlo[9],[10],[11].
- Irina (2018) mise en scène par la Compagnie Lazlo[12].
- Laura (2018) mise en scène par la Compagnie Lazlo[13].
- Macha (2019) mise en scène par la Compagnie Lazlo[14].
- Olga (2019) mise en scène par la Compagnie Lazlo.
- Blue Monday toute l'année (2021), création de La Compagnie 8 avec les élèves du Conservatoire de Lille[15].
- Happy Démocratie (2022) mise en scène par le Théâtre Octobre.

## Publication

### Théâtre
- Blue Monday toute l'année, L'Onde Théâtrale, 2021[16],[17].  (ISBN 978-2-9577990-1-5)

### Poésie
- Sur un canapé d’encre, La Nouvelle Revue Moderne, 2014[18],[19]. (N°35)
- D’autant de mélancolie il faudrait s’excuser, Décharge, 2016[20]. (Collection Polder, N°170)  (ISBN 978-2-35082-305-8)
- Capture d’Éclats, Jacques Flament Éditions, 2016[21]. (collection Images & mots)  (ISBN 978-2-36336-261-2)
- Écrire l’Absence, Jacques Flament Éditions, 2020[22]. (collection CALIN)  (ISBN 978-2-36336-439-5)
- Je ne me tuerai plus, Éditions du Contentieux, 2021.  (ISBN 9791094753491)

### Autre
- Pas Immortels, Jacques Flament Éditions, 2020[23]. (collection Carnets de confinement)  (ISBN 978-2-36336-435-7)